# Агаян, Армен Артурович
Арме́н Арту́рович Агая́н (род. 11 августа 2000, Пятигорск, Ставропольский край) — российский дзюдоист, чемпион и призёр чемпионатов России, победитель Игр БРИКС 2024 года, мастер спорта России международного класса.

## Биография
В настоящее время Армен, воспитанник пятигорского клуба дзюдо «Олимпиец», живёт и тренируется в Санкт-Петербурге, однако подготовку к важнейшим стартам нередко проводит в родном Пятигорске.
В финале соревнований по дзюдо, которые проходили в Екатеринбурге, собралось 178 спортсменов до 25 лет из 21 субъекта страны. Пятигорчанин Армен Агаян в весовой категории 73 кг оказался сильнее других и завоевал золото.
Дзюдоист из Пятигорска Армен Агаян завоевал серебро международного турнира в Хабаровске.
Армен Агаян в борьбе за третье место очень уверенно победил Тимура Мижаева. Победа далась 22-летнего армянину досрочно с помощью иппона.
Пятигорский дзюдоист Армен Агаян завоевал бронзу Всероссийской спартакиады по летним видам спорта.

## Спортивные достижения
- Первенство мира 2017 (в команде)[9] — ;
- Первенство мира 2017 (лично)[10][11][12] — ;
- Первенство Европы 2017[13][14][15] — ;
- Всемирные военные игры 2019 (в команде) — ;
- Всемирных военные игры 2019 (лично)[16][17][18] — ;
- Чемпионат России по дзюдо 2019[19] — ;
- Первенство Европы среди юниоров 2020 (Хорватия)[20][21][22] — ;
- Игры стран СНГ 2021 (Казань)[23] — ;
- Первенство Европы среди молодёжи 2021[24][25] — ;
- Grand Slam Абу-Даби 2021[26][27] — ;
- Чемпионат России по дзюдо 2022[28][29][30] — ;
- Дзюдо на Всероссийской спартакиаде 2022 — ;
- Чемпионат России по дзюдо 2023 — ;